# Solomiya Vynnyk
Solomiya Dmytrivna Vynnyk (en ucraniano: Соломія Дмитрівна Виник; 27 de noviembre de 2001) es una deportista ucraniana que compite en lucha libre. Ganó tres medallas en el Campeonato Europeo de Lucha entre los años 2020 y 2025.

## Palmarés internacional
| Campeonato Europeo | Campeonato Europeo      | Campeonato Europeo | Campeonato Europeo |
| Año                | Lugar                   | Medalla            | Categoría          |
| ------------------ | ----------------------- | ------------------ | ------------------ |
| 2020               | Roma (Italia)           | Medalla de plata   | 55 kg              |
| 2024               | Bucarest (Rumania)      | Medalla de bronce  | 57 kg              |
| 2025               | Bratislava (Eslovaquia) | Medalla de bronce  | 57 kg              |